# Stanisław Turek (żużlowiec)
Stanisław Turek (ur. 29 września 1955 w Maruszewie, zm. 5 stycznia 2022) – polski żużlowiec.
Sport żużlowy uprawiał w latach 1975–1982, przez całą karierę reprezentując barwy klubu Unia Leszno.
Siedmiokrotny medalista drużynowych mistrzostw Polski: dwukrotnie złoty (1979, 1980), dwukrotnie srebrny (1977, 1982) oraz trzykrotnie brązowy (1975, 1976, 1981). Złoty medalista młodzieżowych drużynowych mistrzostw Polski (1978). Finalista indywidualnych mistrzostw Polski (Gorzów Wielkopolski 1978 – VI miejsce). Dwukrotny finalista młodzieżowych indywidualnych mistrzostw Polski (Bydgoszcz 1977 – XIV miejsce, Leszno 1978 – V miejsce). Trzykrotny finalista turniejów o "Srebrny Kask" (1976 – XII miejsce, 1977 – IV miejsce, Opole 1978 – V miejsce). Finalista turnieju o "Złoty Kask" (Chorzów 1978 – X miejsce). Złoty medalista Młodzieżowy Puchar PZM (Opole 1977).